# Robert Schnerb
Pour les articles homonymes, voir Schnerb.

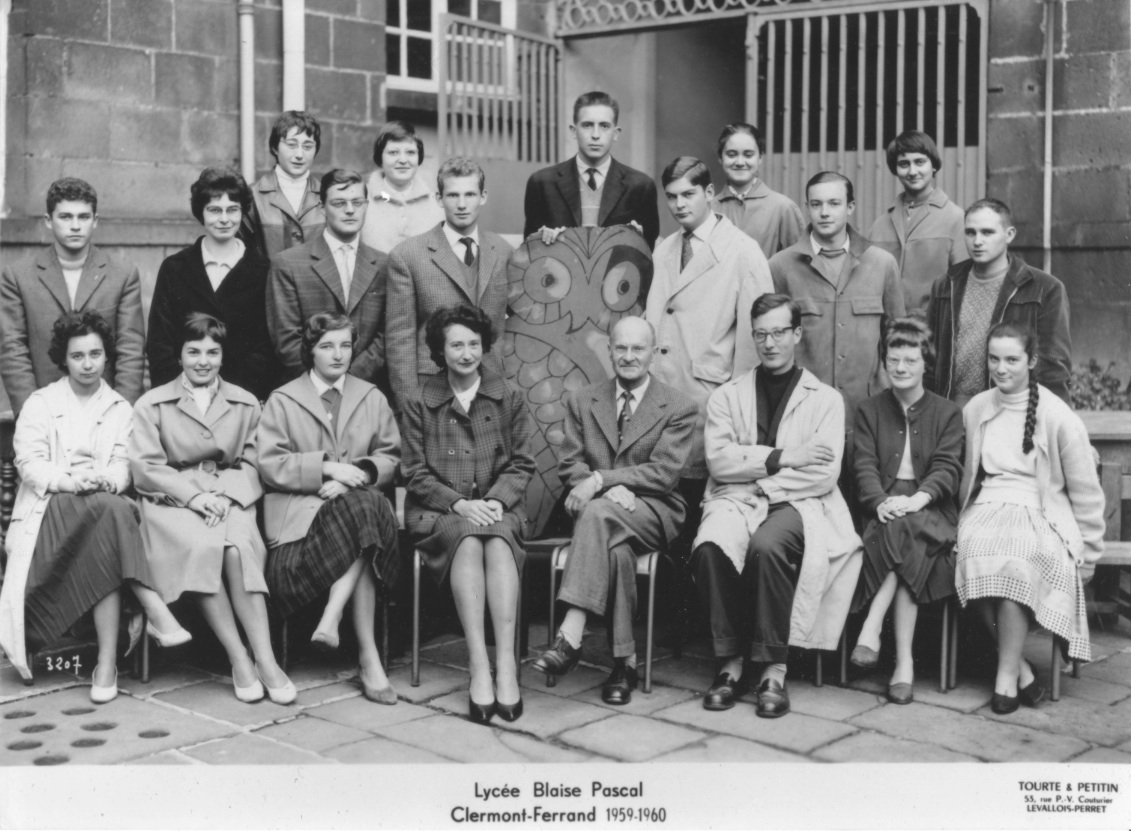

Robert Schnerb, né le 20 décembre 1900 à Dijon et mort à Coudes le 30 octobre 1962, est un historien français, spécialiste de la Révolution française, et qui diversifia son champ d'étude à l'ensemble du XIXe siècle, en particulier le Second Empire et à l'histoire économique.

## Biographie
Robert Schnerb est né à Dijon dans une famille de commerçants originaires d'Alsace.
Très tôt, il se passionne pour l'histoire et prépare une licence qu'il réussit en 1920. Il voue une admiration pour son professeur Albert Mathiez qui dirige son diplôme d'études supérieures sur le représentant en mission de la Convention nationale dans le département de la Côte-d'Or, Bernard de Saintes (1921). Il est reçu deuxième à l'agrégation en 1923. La même année sont reçus André Aymard (1er), André Latreille (4e), Fernand Braudel.
Il enseigne dès 1924 au lycée Blaise-Pascal à Clermont-Ferrand, puis fait son service militaire à la Météorologie nationale à Saverne. Dès cette époque, il fait des recherches et rédige des articles en particulier sur la Révolution française et sur la Révolution de 1848 en Bourgogne, dans le Puy-de-Dôme et en Alsace.
Finalement nommé de nouveau à Clermont-Ferrand, où il remplace André Latreille, il prépare une thèse sous la direction de son maître Albert Mathiez qui l'oriente vers un sujet neuf et ardu : l'étude des contributions directes pendant la Révolution dans le Puy-de-Dôme.
Ce sujet permet d'allier les recherches sur la Révolution et la nouvelle tendance initiée par Lucien Febvre et Marc Bloch. Mathiez, ce grand historien robespierriste et d'inspiration marxiste commence alors à s'intéresser à une histoire moins événementielle.
Ce travail pose d’immenses problèmes de méthode puisqu'il étudie des sources comme les rôles des impôts, peu vues jusqu'alors; derrière l'aridité des données, il approche au plus près les petites gens et leurs activités.
À Clermont-Ferrand, il rencontre et se lie d'amitié avec Georges Lefebvre.
Par ailleurs, il fait la connaissance de Madeleine Liebschütz qu'il épouse, agrégée d'histoire au lycée de jeunes filles et qui fut à l'origine de la vocation de Madeleine Rebérioux (qui eut sous son enseignement le premier prix du concours général en 1937).
Malheureusement, Albert Mathiez meurt en 1932. C'est un drame pour lui car il dut finalement soutenir sa thèse sans l'appui de son maître. Philippe Sagnac, titulaire alors de la chaire d'histoire de la Révolution à la Sorbonne accepte de le remplacer.  Mais le jury, peu au fait de ce type de recherche, fut incapable de mesurer la nouveauté et la richesse de son travail.
Malgré les rapports élogieux de Lucien Febvre, et Georges Lefebvre en particulier, ainsi que le très grand nombre d'articles de qualité qui servent de référence encore aujourd'hui pour l'étude de l'histoire de la fiscalité, Robert Schnerb ne put avoir la carrière qu'il espérait.
Il demeure donc professeur au lycée Blaise-Pascal de Clermont-Ferrand où il fut admiré et suscita de nombreuses vocations. Beaucoup de ses élèves devinrent des historiens ou des géographes.
Cependant, il mène pendant ces années 1930 une activité politique importante; il fut en particulier le secrétaire du comité clermontois du Comité de vigilance des intellectuels antifascistes (CVIA).
En 1937, il est nommé au lycée Lakanal de Sceaux pour deux années scolaires. La guerre le ramena en Auvergne où il put d'ailleurs enseigner à l'université pendant la drôle de guerre, tandis que Clermont-Ferrand accueillait l'université de Strasbourg : parmi les étudiants, Jean Bouvier qui fut son principal disciple dans le domaine de l'histoire fiscale, parmi les professeurs, Marc Bloch.
Le régime de Vichy et ses lois antisémites (statut des juifs d'octobre 1940) impliquent la révocation des époux Schnerb qui vont se replier dans leur maison de campagne puis se cacher pendant un an et vivoter.
À la libération, il désire rester dans cette province qui avait si bien protégé, lui et les siens, pendant les années noires. Malheureusement, en 1947, il n'obtint pas le poste de l'université de Clermont-Ferrand auquel il pouvait prétendre : c'est une nouvelle déception. Il assura jusqu'à sa retraite l'enseignement de l'histoire en classes supérieures littéraires au lycée Blaise-Pascal.
Son activité intellectuelle ne diminue pas pour autant : pendant cette période, il publie la plupart de ses ouvrages (voir bibliographie) et correspond avec les plus importants historiens de l'époque, que ce soit ceux de l'école des Annales, ou les tenants de l'histoire économique. Son immense culture conduit Maurice Crouzet à lui confier la rédaction du 6e volume, le XIXe siècle, de l’Histoire générale des Civilisations. Cet ouvrage est aujourd'hui traduit dans de nombreuses langues.
C'est aussi à cette époque qu'il reprit L'Information historique, revue qu'il avait initiée avant la guerre et qui était dirigée par Albert Troux et Jules Isaac. Il s'agissait de faire un pont entre la recherche et l'enseignement. Schnerb alimenta avec talent la rubrique "Du nouveau sur...", qui consistait en des articles de synthèse bibliographique.
Il meurt le 30 octobre 1962 dans sa maison de Coudes. Sa femme, Madeleine Schnerb, n'a de cesse d'honorer sa mémoire en coordonnant un livre Robert Schnerb, contenant des témoignages et des articles inédits, et en permettant une mise à jour de son Que sais-je ? Libre échange et protectionnisme. En relation avec des historiens comme Jean Bouvier, elle permet l'édition de Deux siècles de fiscalité française, et facilite des travaux de recherche d'historiens américains.

## Publications
- Robert Schnerb est l'auteur de très nombreux articles publiés dans la Revue historique, et dans la Revue des Annales (AESC)...
- Ledru-Rollin, Paris, Presses universitaires de France, coll. « Collection du centenaire de la Révolution de 1848 », 1948, 75 p.
- Rouher et le Second Empire, Armand Colin, 1949. Ouvrage couronné du prix Thérouanne par l'Académie française en 1951, et l'Académie des sciences morales et politiques.
- Henri Sée, Histoire économique de la France : les temps modernes (1789-1914), publiée avec le concours de Robert Schnerb, Armand Colin, 1951.
- Le XIXe siècle - L'Apogée de l'expansion européenne - (1815 - 1914), collection, Histoire générale des civilisations, PUF, 1955.
- Libre échange et protectionnisme, Que sais-je ?, PUF, 1963 (nombreuses rééditions).
- Avec Jean Bouvier, Deux siècles de fiscalité française, XIXe – XXe siècles av. J.-C. siècles : histoire, économie, politique, Éditions Mouton, 1973.